# Kazunori Takeda
Kazunori Takeda (jap. 武田 和命, Takeda Kazunori; * 14. November 1939 in der Präfektur Tokio; † 18. August 1989) war ein japanischer Jazzmusiker (Tenorsaxophon).
Kazunori Takeda arbeitete ab den 1960er-Jahren in der japanischen Jazzszene; er leitete ein eigenes Quartett und 1966 trat er im Duo mit Elvin Jones in Tokyo auf. Nachdem er angeblich für über zehn Jahre aus der Musikszene verschwunden war (1973 war er aber an Takehiro Hondas Album What’s Going On beteiligt), kehrte er 1979 auf die Bühne zurück und tourte vier Jahre lang mit Yosuke Yamashita. Aufnahmen mit Yamashita und dessen Bassist Katsuo Kuninaka entstanden 1979. Mit den beiden Musikern spielte er im selben Jahr auch sein Debütalbum Gentle November (Frasco) ein, bei dem der Schlagzeuger Takeo Moriyama hinzukam; zudem entstand 1979 in verschiedenen Besetzungen das Livealbum Golden Live Stage (u. a. mit Shigeharu Mukai, Akira Sakata, Masahiro Sayama und Ryōjirō Furusawa). 1983 trat er mit dem Quartett Yamashitas auf der Jazzbühne Berlin und bei den Heidelberger Jazztagen auf. 1987 und 1988 wurden mehrere Begegnung mit dem Pianisten Shoji Aketagawa und Rhythmusgruppe  dokumentiert, die 1990 unter dem Titel I Didn't Know About You: The Memory Of Kazunori Takeda Vol. 2 veröffentlicht wurden; 1989 entstand noch der Livemitschnitt Infinity, bei dem Takeda von Hiroshi Yoshino (Kontrabass) und Ryojiro Furusawa (Schlagzeug) begleitet wurde; letzterer wurde bei der Veröffentlichung als Koleader benannt.
In den 1980er-Jahren arbeitete Takeda des Weiteren mit Shoji Aketagawa, Takehiro Honda und zuletzt im Januar 1989 im Takeshi Shibuya Orchestra. Im Bereich des Jazz war er zwischen 1979 und 1989 an 16 Aufnahmesessions beteiligt.